# Listă de personaje ale serialului Casa Foster pentru prieteni imaginari
Mai jos este prezentată o listă a prietenilor imaginari din Casa Foster pentru prieteni imaginari, serial difuzat de Cartoon Network.

## Personaje principale
- Mac este un băiat de 8 ani. El își petrece mult timp cu prietenul lui imaginar, Bloo. Este de obicei sfătuitor și liniștit.
- Blooregard Q. Kazoo (Bloo) este prietenul imginar creat de Mac. El este inversul lui Mac: este neastâmpărat și intră mereu în bucluc.
- Wilt este un prieten imaginar roșu, înalt, cu un ochi strâmb și șubred și cu un braț ciung. Este întotdeauna binevoitor, optimist și vesel, se supără foarte rar si nu poate spune "nu" prietenilor care au nevoie de el.
- Eduardo este un prieten imaginar cu blană, de o mărime monstruoasă și cu coarne. Cu toate acestea, el este un prieten imaginar sperios, blând și loial.
- Coco este un cuc. Spune doar coco dar cei din casă par că o înțeleg întotdeauna ce zice. Coco este capabilă să producă ouă de plastic colorate care ascund surpirze.
- Francis Foster (Frankie) este nepoata doamnei Foster și este cea care are grijă ca totul să funcționeze bine. Este ca o soră mai mare a tutor prietenilor imaginari.
- Doamna Foster este bătrâna stăpână a casei care-i poartă numele. Ea îi iubește pe toți prietenii imaginari. Este blândă, sociabilă și iubitoare.
- Domnul Herriman este un iepure care este prietenul imaginar al doamnei Foster. Ea l-a creat când era tânără. Domnul Herriman este cel care supraveghează și coordonează tot ce se petrece în casă. Se așteaptă ca totul să funcționeze perfect. Când are nevoie de Frankie, Herriman i se adresează mereu cu apelativul "Domnișoara Francis".

## Personaje secundare sau care au fost văzute o singură dată
- Brânză este un prieten imaginar fără creier, de culoare galben-pal. Inițial s-a crezut că Brânză ar fi creat de Mac, dar s-a descoperit că a fost creat de fapt de vecina lui Mac, Louise. A apărut prima dată în episodul "Mac Daddy".
- Goo Goo Ga Ga este o fată de 10 ani, care vorbește foarte mult. Apare pentru prima dată în episodul "Go Goo Go". Când s-a născut, Goo a fost lasată de părinți să-și aleagă numele, rezultând în numele complet Goo Goo Ga Ga.
- Terrence este fratele rău al lui Mac. Are 13 ani. Îi place să-i enerveze pe Bloo și Mac, și venind cu diferite scheme pentru a le face celor doi viața grea.
- Ducesa care arată ca pictura cubistă "Dora Maar au Chat" a lui Pablo Picasso, este un prieten imaginar de "primă calitate". Este foarte pompoasă și leneșă și se consideră superioară tuturor celorlalți prieteni imaginari. Este atât de leneșă, încât atunci când se trezește, vrea ca cineva să-i ridice pleoapele.
- Măzărel este un prieten imaginar verde, foarte mic, are aproximativ 4 cm. El are o găleată mică în cap. Are picioare înalte. Înalte pentru el. Dar pentru ceilalți au doar 7 cm. Picioarele sale sunt mai mari cu 3 cm decât el. Pentru Eduardo seamănă cu un monstru. Știți că Eduardo e fricos, dar Măzărel crede și el că Eduardo e un monstru cu coarne. El a apărut doar în episodul Măzărel. Găleata lui este argintie și în episodul Minunata mea cușcă! S-a văzut că găleata lui Măzărel vorbește perfect, dar n-a avut creier deloc, și că nu vede, mai ales nu aude.